# Римський театр у Таррагоні
Римський театр (ісп. Teatro romano de Tarraco) — руіни будівлі, які розташовані поруч із комплексом форуму римського міста Таррако, столиці провінції Ближня Іспанія (сучасне місто Таррагона в Каталонії). Римський театр є одним з об'єктів комплексу археологічного ансамблю Таррако, який у 2000 році включений до списку Світової спадщини ЮНЕСКО.
Побудований в епоху першого римського імператора Октавіана Августа у кінці першого століття до нашої ери в районі форуму та порту. Будівельники скористалися схилом гори, щоб побудувати частину сидінь. Незважаючи на значні руйнування протягом XX століття, все ще можна побачити його основні елементи: сидіння, оркестр і сцену.
У сімдесяті роки XX століття земля, на якій знаходяться залишки римського театру, були придбані будівельними компаніями, які почали тут будівництво, але рішучі протести громадськості привели до його зупинки. У 2015 році уряд виділив 450 тисяч євро на проект збереження унікальної пам'ятки архітектури.

## Галерея

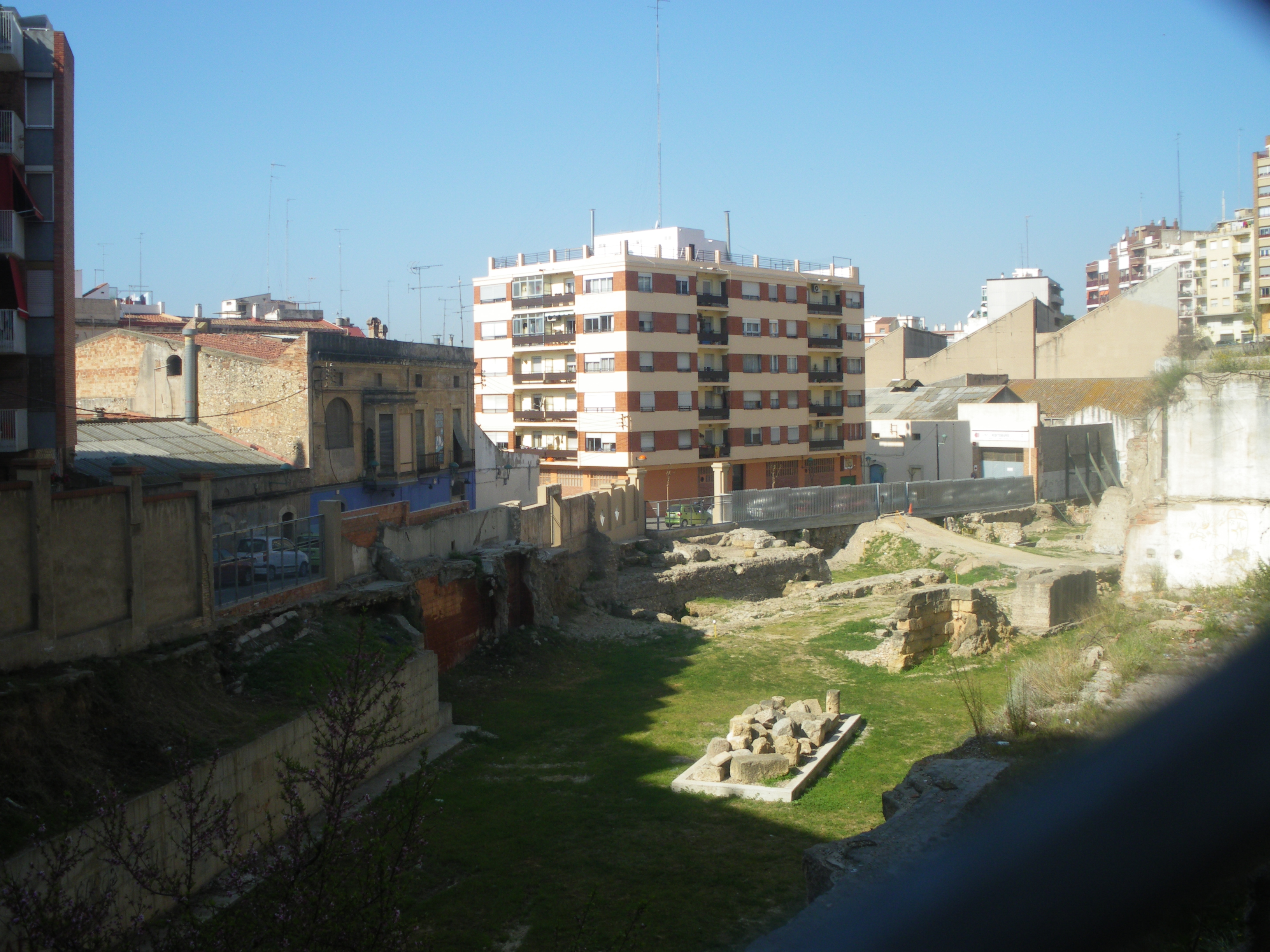
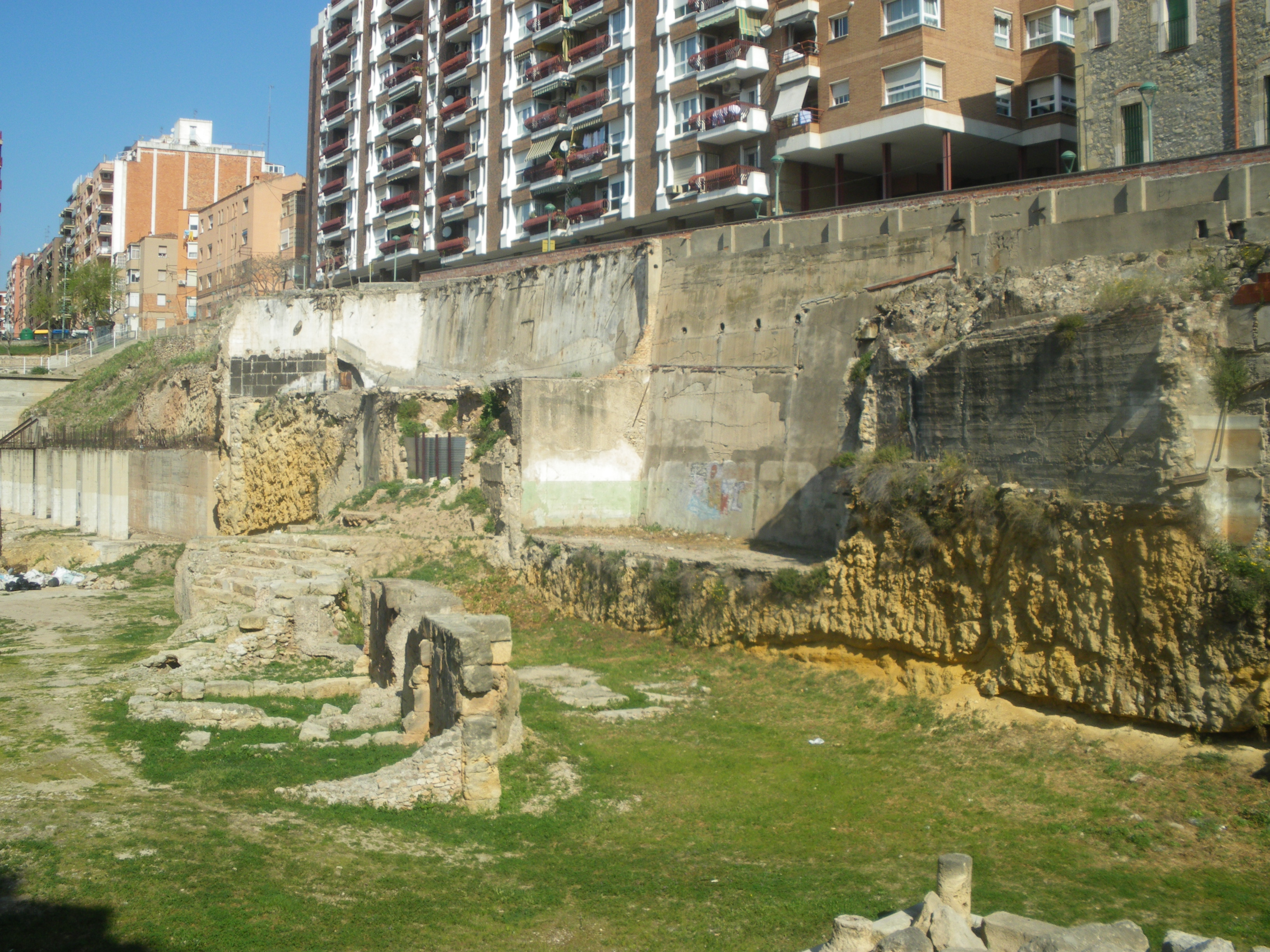
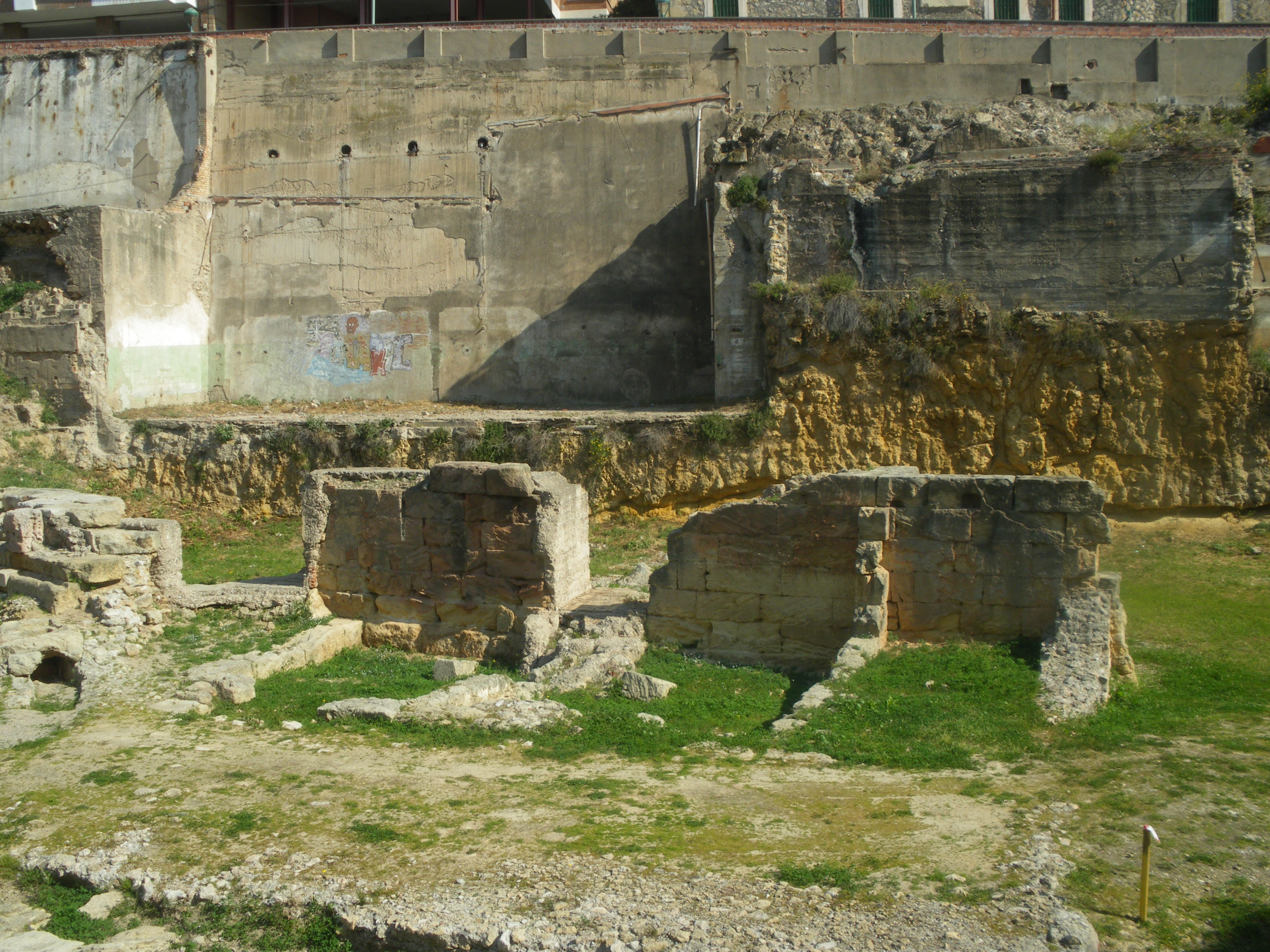
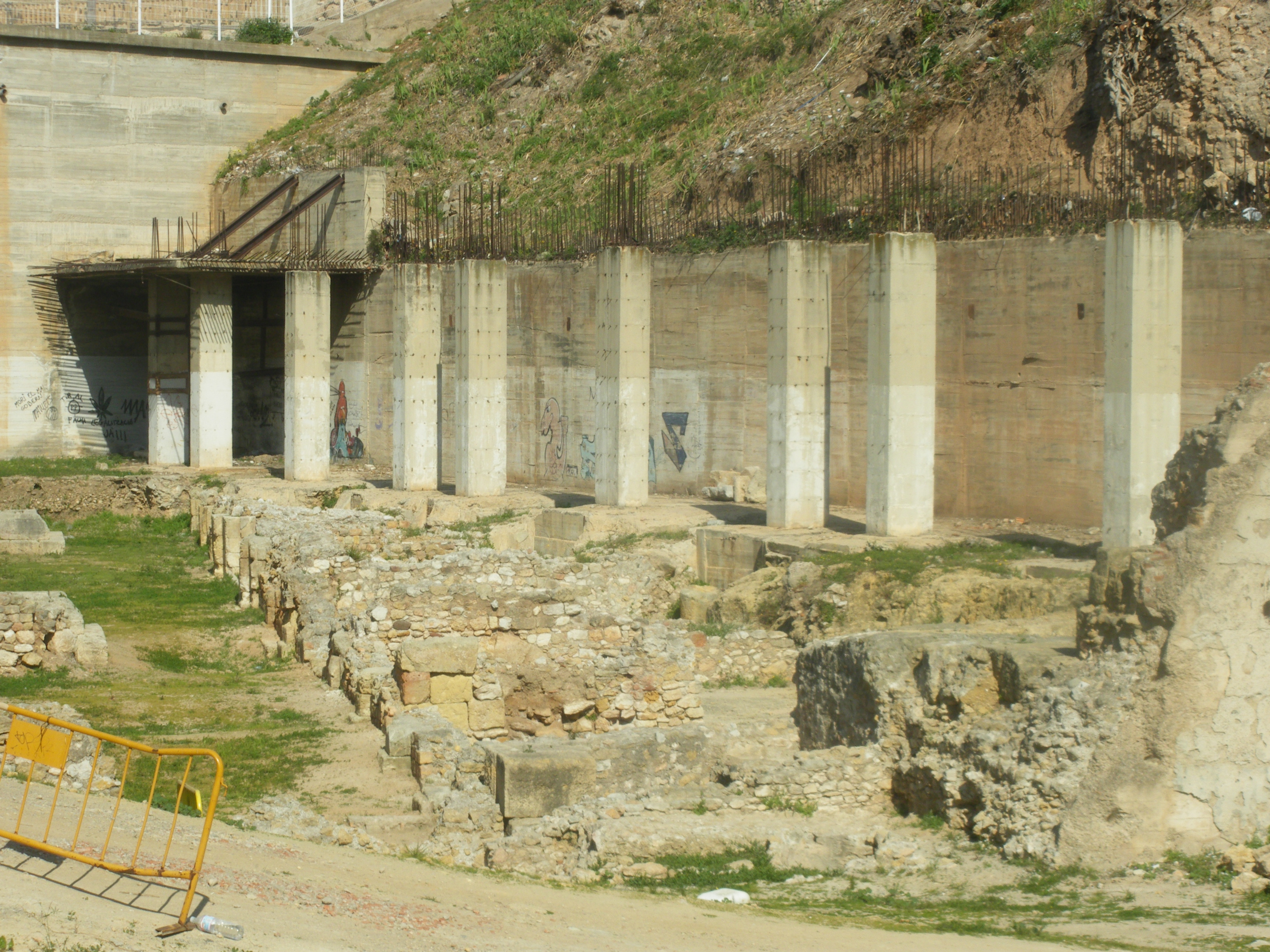